# لا لوفيير
لا لوفيير (
تنطق بالفرنسية: [la lu.vjɛʁ]
، بالوالونية: El Lovire) هي مدينة والونية تقع في مقاطعة هينو البلجيكية.

## المناخ
| البيانات المناخية لـ{{{location}}}   | البيانات المناخية لـ{{{location}}} | البيانات المناخية لـ{{{location}}} | البيانات المناخية لـ{{{location}}} | البيانات المناخية لـ{{{location}}} | البيانات المناخية لـ{{{location}}} | البيانات المناخية لـ{{{location}}} | البيانات المناخية لـ{{{location}}} | البيانات المناخية لـ{{{location}}} | البيانات المناخية لـ{{{location}}} | البيانات المناخية لـ{{{location}}} | البيانات المناخية لـ{{{location}}} | البيانات المناخية لـ{{{location}}} | البيانات المناخية لـ{{{location}}} |
| الشهر                                | يناير                              | فبراير                             | مارس                               | أبريل                              | مايو                               | يونيو                              | يوليو                              | أغسطس                              | سبتمبر                             | أكتوبر                             | نوفمبر                             | ديسمبر                             | المعدل السنوي                      |
| ------------------------------------ | ---------------------------------- | ---------------------------------- | ---------------------------------- | ---------------------------------- | ---------------------------------- | ---------------------------------- | ---------------------------------- | ---------------------------------- | ---------------------------------- | ---------------------------------- | ---------------------------------- | ---------------------------------- | ---------------------------------- |
| متوسط درجة الحرارة الكبرى °م (°ف)    | 5.5 (41.9)                         | 6.5 (43.7)                         | 10.2 (50.4)                        | 14.0 (57.2)                        | 18.1 (64.6)                        | 20.7 (69.3)                        | 23.2 (73.8)                        | 22.9 (73.2)                        | 19.2 (66.6)                        | 14.8 (58.6)                        | 9.5 (49.1)                         | 6.0 (42.8)                         | 14.2 (57.6)                        |
| المتوسط اليومي °م (°ف)               | 2.9 (37.2)                         | 3.3 (37.9)                         | 6.3 (43.3)                         | 9.1 (48.4)                         | 13.1 (55.6)                        | 15.8 (60.4)                        | 18.1 (64.6)                        | 17.7 (63.9)                        | 14.6 (58.3)                        | 10.9 (51.6)                        | 6.5 (43.7)                         | 3.5 (38.3)                         | 10.1 (50.2)                        |
| متوسط درجة الحرارة الصغرى °م (°ف)    | 0.3 (32.5)                         | 0.1 (32.2)                         | 2.5 (36.5)                         | 4.3 (39.7)                         | 8.2 (46.8)                         | 11.0 (51.8)                        | 13.0 (55.4)                        | 12.6 (54.7)                        | 10.0 (50.0)                        | 7.1 (44.8)                         | 3.5 (38.3)                         | 1.2 (34.2)                         | 6.2 (43.2)                         |
| الهطول مم (إنش)                      | 76.8 (3.02)                        | 63.5 (2.50)                        | 74.6 (2.94)                        | 53.5 (2.11)                        | 72.7 (2.86)                        | 78.6 (3.09)                        | 76.3 (3.00)                        | 80.0 (3.15)                        | 65.0 (2.56)                        | 76.7 (3.02)                        | 77.4 (3.05)                        | 80.9 (3.19)                        | 876.0 (34.49)                      |
| متوسط أيام هطول الأمطار              | 13.2                               | 11.4                               | 13.4                               | 10.4                               | 11.9                               | 11.4                               | 10.5                               | 10.7                               | 10.9                               | 11.4                               | 13.4                               | 13.4                               | 142.1                              |
| ساعات سطوع الشمس الشهرية             | 53                                 | 73                                 | 118                                | 169                                | 200                                | 194                                | 212                                | 202                                | 145                                | 115                                | 64                                 | 44                                 | 1٬588                              |
| المصدر: المعهد الملكي للأرصاد الجوية |                                    |                                    |                                    |                                    |                                    |                                    |                                    |                                    |                                    |                                    |                                    |                                    |                                    |

## السكان المشاهير

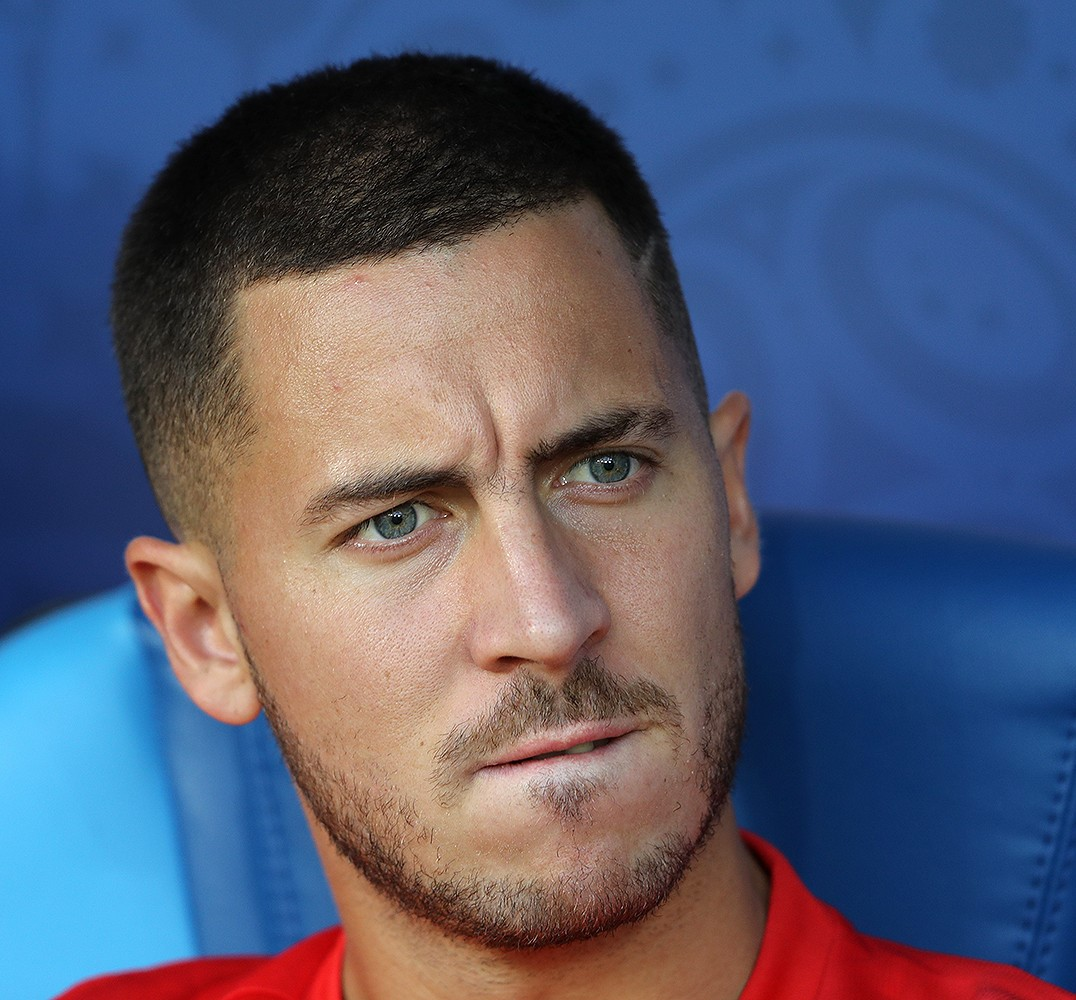
إدين هازارد ولد في 1991 في لا لوفيير.

- موريس بودو (1902–1988)، كاهن كندي ورئيس الأساقفة
- آنا بوخ، (1848–1936)، رسام انطباعي وجامع تحف فنية
- يوجين بوش، (1855–1941)، رسام انطباعي وجامع تحف فنية وصديق فينسنت فان غوخ
- بول بوري، نحات (1922–2005)
- إنزو شيفو، لاعب كرة قدم (ولد في 1966)
- جي كريسبار، ممثل (ولد في 1988)
- كليمنت ديزالي، متسابق دراجات نارية (ولد في 1989)
- موريس جريفيس، عالم لغوي (1895–1980)
- إدين هازارد، لاعب كرة قدم (ولد في 1991)
- تورغان هازار، لاعب كرة قدم (ولد في 1993)
- جان لوفيت، كاتب مسرحي (1934–2015)
- فرانكو دراجون، مدير مسرح (ولد في 1952)

## المدن التوائم
- فرنسا: سان مور ديه فوسيه
- إيطاليا: فولينيو
- إسبانيا: قرطبة
- سلوفاكيا: بوينيتسى
- بولندا: كاليش[4]
- تركيا: غيرسون[5]

## أعلام
- اوليفيير رينارد
- ماكسيم أوثوم
- اليساندرو كوردارو
- ياسين الغناسي
- إدين هازارد

## وصلات خارجية
- الموقع الرسمي لـ لا لوفيير، (بالفرنسية)
- موقع مركز المنطقة، (بالفرنسية)
- صور فوتوغرافية لمصنع الصلب Duferco